# Sara Nakayama
Sara Nakayama (中山 さら Nakayama Sara?,  prefectura de Saitama, 3 de enero de 1978) es una seiyū japonesa que trabaja para Aoni Production. Anteriormente fue conocida como Manami Nakayama (中山 真奈美 Nakayama Manami?).

## Roles interpretados

### Anime
- Heavy Blade Femenino en .hack//Legend of the Twilight
- Kao-chin en .hack//SIGN
- Riku Harada en D.N.Angel
- Midori Chitose en Green Green.
- Mai Zaizen en Suzumiya Haruhi no Yūutsu.
- Kyokumadanko (c. 129), Ayatoriko (c. 139), Autobiko (c. 142), Elephanko (c. 146) y GaraGara-musume (c. 150) en Sailor Moon SuperS.
- Porche en One Piece.
- Kuyō Senjō en Yumeria.

### OVA
- Miyu Tamaki en Alien Nine .

### Películas de anime
- Par en Futari wa Pretty Cure Max Heart.

### Videojuegos
- Yoshiko Kawashira en Shadow Hearts.

### Tokusatsu
- Okana Seijin Eiimi (c. 12) en Tokusō Sentai Dekaranger.